# Wikipédia en chavacano
Wikipédia en chavacano (en chavacano de Zamboanga : Chavacano Wikipedia) est l'édition de Wikipédia en chavacano, créole à base lexicale espagnole parlée dans la péninsule de Zamboanga aux Philippines. L'édition est lancée le 30 septembre 2006,,,. Son code est : cbk-zam.
Au 21 mars 2025, l'édition en chavacano de Zamboanga contient 3 225 articles et compte 15 478 contributeurs, dont 19 contributeurs actifs et 2 administrateurs.

## Présentation

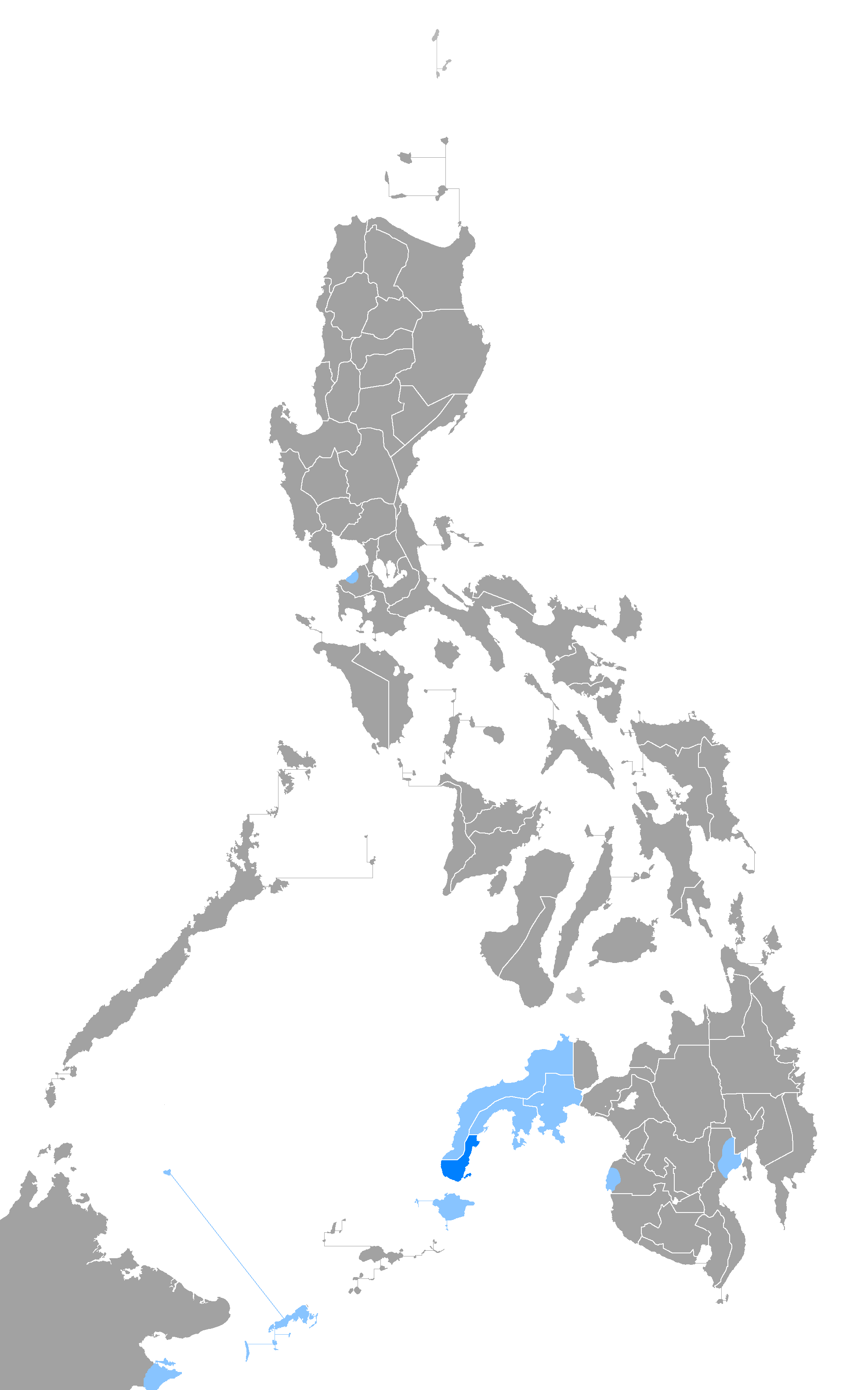
Aire de diffusion du chavacano.

## Statistiques
- Le 12 mars 2015, l'édition en chavacano de Zamboanga compte 3 017 articles et 7 627 utilisateurs enregistrés[5], ce qui en fait la 185e[6] édition linguistique de Wikipédia par le nombre d'articles et la 177e[7] par le nombre d'utilisateurs enregistrés, parmi les 287 éditions linguistiques actives.
- Le 26 septembre 2022, elle contient 3 131 articles et compte 13 589 contributeurs, dont 18 contributeurs actifs et 2 administrateurs.
- Le 19 septembre 2024, elle contient 3 219 articles et compte 15 060 contributeurs, dont 11 contributeurs actifs et 1 administrateur.